# Otroci dražijo Favna
Bakhanal: Otroci dražijo Favna je marmorna skulptura italijanskih umetnikov Giana Lorenza Berninija in njegovega očeta Pietra Berninija.  Kip je bil izdelan v letih 1616 in 1617, ko Gian Lorenzo še ni bil star dvajset let. Trenutno je v Metropolitanskem muzeju umetnosti v New Yorku.

## Zgodovina
Dolgo časa je bila skulptura shranjena v lastni hiši številka 11 Gian Lorenza Berninija na ulici via della Mercede v Rimu. Takrat skulptura ni bila prepoznana kot delo Berninija. Precejšen madež na kipu je lahko razlog, da je delo tako dolgo ostalo v skladišču. Spodnji del leve roke enega otroka v komolcu ni bil dokončan. Tanek del marmorja, ki je ostal, ni bil primeren za dokončanje rezljanja okvarjene roke. Ta napaka je morda prestrašila bodoče pokrovitelje, kar pomeni, da je skulptura ostala v Berninijevem domu. Poleg tega je Bernini sam morda gledal na to skulpturo, ki bi jo upravičeno lahko šteli za nedokončano in pokvarjeno vajo iz njegove mladosti, kot da je malo vredna. Publikacije so poudarile, da Berninijevo neupoštevanje njegovih risb kaže na to, da je morda mislil, ki daje večjo vrednost brezhibnim, dokončanim delom. Ta dva razloga bi morda lahko pojasnila, zakaj je delo tako dolgo ostalo neidentificirano v Berninijevi hiši. Skulptura je sčasoma prišla v francosko zbirko nekje v 20. stoletju, preden se je neopazno pojavila na dražbeni hiši v Parizu leta 1972, kjer je bila prodana. Naslednje leto se je skulptura pojavila na londonski tržnici, kjer so jo ponovno prodajali. Ko se je delo pojavilo v Londonu, jo je Federico Zeri identificirali kot zgodnje delo Gian Lorenza Berninija. Kmalu zatem leta 1976 je Metropolitanski muzej skupino lahko odkupil. Kritiki so ugotovili, da je ta skulptura zaradi klasičnosti motivov ter vrhunske tehnike izdelave ena najboljših rimskih del zgodnjega sedemnajstega stoletja.

## Opis
Zapletena marmorna skulptura je sestavljena iz petih figur in prikazuje lahkoten boj med Favnom in dvema otrokoma. Skulptura, ki je bila izklesana iz zelo plitkega bloka, je visoka približno štiri metre, široka tri metre in globoka le osemnajst centimetrov. V skulpturi favn stoji z eno nogo na obeh straneh osrednjega drevesa, po katerem pleza. Favnova leva roka drži štor drevesa, levo nogo pa podpira drug štor. Ko poskuša doseči vejo višje od drevesa, ki vsebuje sadje, njegovo glavo potisneta nazaj dva otroka, ki sta tik pod vejo, polno sadja. Na tleh je žival, ki so jo učenjaki različno opisovali kot psa, levinjo ali panterja. Ta žival dviguje glavo, da bi se nahranila z grozdjem, ki binglja z veje, medtem ko se otrok spotakne obenj. Nekaj, kar so učenjaki opisali kot levji kožuh ali panterjeva koža, visi nad spodnjo zadnjo vejo drevesa. Marmor, uporabljen za to skulpturo, ima običajno topel ton medene barve. Ta ton je bolj bled na dlaki živali in drevesnem deblu ter bolj rjav na telesih Favna in otrok. Celotna skulptura je dobro podprta in stabilizirana z uporabo nog in rok kot ojačitev za podporo strukture. Ustrezna teža na dnu konstrukcije preprečuje, da bi se ta prevrnila.

## Interpretacija
Tako satiri kot favni imajo koničasta ušesa, majhne repke in primerljive poteze obraza, vendar imajo satiri tudi kozje noge. Ker lik v tej skulpturi nima kozjih nog, je formalno označen kot favn. Podobno trije otroci, ki bi jih lahko zamenjali za kupide, nimajo kril in so tako formalno označeni kot putti. Ta skulptura je označena kot bakična skupina zaradi prisotnosti levje kože, ki visi nad spodnjo zadnjo vejo in panterja na tleh. Ta dva predmeta simbolizirata boga vina Bakha. Bakhične skupine, kot je ta, niso bile neobičajne v Rimu in Firencah zgodnjega 17. stoletja. Natančna ikonografija skulpture ni jasna. Eden od možnih pomenov izhaja iz dejstva, da so bili v renesančnih časih bog Pan, satiri in favni vsi povezani z idejo poželenja. Favn predstavlja nekoliko opitega Pana, ki skuša nabirati sadje. Ta poseben sadež je sadež večne ljubezni, saj se okoli mrtvega drevesa, ki drži sadež, ovija živa trta. Pana zadržujeta dva otroka, ki sta v tej interpretaciji kupida. Ti kupidi dražijo Pana, ker ne more razumeti razlike med zemeljskim poželenjem in božansko, nebeško ljubeznijo. Druga možna interpretacija podobno promovira idejo, da ta skulptura predstavlja sopostavitev med božansko ljubeznijo in zemeljskim poželenjem. Namesto da bi dražila favna (ki je simbol živalskega poželenja), dva otroka, ki simbolizirata božansko ljubezen, zavračata njegovo nespodobno agresijo.

## Vpliv
Navdih za to skulpturo je do neke mere prišel iz Vergilijeve Desete ekloge, ki razpravlja o ideji neuslišane ljubezni. Domneva se, da so na Gian Lorenza morda vplivale freske Annibale Carracci iz Farneseja, ki jih je temeljito preučeval in skrbno kopiral. Tekoče obrise in zlitje klasicizma in naturalizma v tej skulpturi je mogoče najti tudi v Caraccijevem Triumfu Bakha in Ariadne. Drug možen vir navdiha, ki so ga omenjali učenjaki, je Giulia Romana Giuochi di Putti. Ta serija tapiserij prikazuje putta, ki pleza po drevesih, medtem ko se lahkotno bori. Domneva se, da je plezajočo držo favna vzel po enem od Niobidov. Z izrezovanjem idealiziranih obrazov dveh otrok višje na drevesu je Gian Lorenzo morda poskušal posnemati poteze, ki jih je sam podedoval od svojega očeta.  Izdelava pomembnih delov marmornatega kipa (favnova glava, dva otroka in rastlinje na drevesu) nakazuje, kako bo Gian Lorenzo povzdignil pomembne dele marmorja v kasnejših velikih delih, kot so Enej, Anhiz in Askanij in Ugrabitev Perzefone ter Apolon in Dafne.